# エル・ゴリアス
エル・ゴリアス（El Gran Goliath、本名：Pablo Ordaz Crispín、1934年6月18日 - 2004年4月12日）は、メキシコのシウダー・フアレス出身のプロレスラー。
アメリカ合衆国のロサンゼルス地区（NWAハリウッド・レスリング）を主戦場に、ブラック・ゴールドマンとの悪役タッグチームなどで活躍した。アメリカでは主に、グレート・ゴライアス（The Great  Goliath）のリングネームで活動した。

## 来歴
1959年にデビュー後、メキシコでは重量級のルードとして活動。1969年3月30日、ヘンリー・ピルーソを破ってナショナル・ヘビー級王座を獲得。12月20日にラウル・レイエスにタイトルを明け渡すも、ミル・マスカラス渡米後のメキシコ国内におけるヘビー級戦線の第一人者となった。
1970年9月より自身もアメリカ合衆国本土に進出し、メキシコ系移民の多いカリフォルニア州ロサンゼルスのNWAハリウッド・レスリングに参戦。地区デビューとなる9月16日にグレート小鹿からTV王座を奪取する。戴冠中の12月4日には、当時ベビーフェイスのポジションにいたフレッド・ブラッシーのNWAアメリカス・ヘビー級王座に、反則裁定なしのデスマッチ形式で挑戦した。
タッグマッチ戦線では、彼に先んじてメキシコから参戦していたブラック・ゴールドマンのパートナーとなって活躍。以降1970年代全般に渡って、ゴールドマンとのコンビでマスカラス&レイ・メンドーサ、キンジ渋谷&マサ斎藤、ハリウッド・ブロンズ（ジェリー・ブラウン&バディ・ロバーツ）、S・D・ジョーンズ&トム・ジョーンズ、チャボ・ゲレロ&マスクド・カナディアンなどのチームを破ってNWAアメリカス・タッグ王座を再三獲得した。
他地区にもゴールドマンと共に参戦しており、テキサスのアマリロ地区では1973年6月18日にリッキー・ロメロ&ムース・モロウスキーからNWAウエスタン・ステーツ・タッグ王座を、ダラス地区では同年8月6日にホセ・ロザリオ&イワン・プトスキーからNWAテキサス・タッグ王座をそれぞれ奪取。深南部のジョージア地区では1976年6月7日、ジェリー・オーツ&テッド・オーツを下してNWAジョージア・タッグ王座を獲得。中西部のカンザス地区では同年7月29日、トーナメントの決勝でパット・オコーナー&スーパー・インターン（トム・アンドリュース）を破り、空位となっていたセントラル・ステーツ版のNWA世界タッグ王座を獲得、9月30日にマッドドッグ・バション&バロン・フォン・ラシクに敗れるまで保持していた。シングルでは1977年4月、ダラス地区においてスコット・ケーシーからNWAテキサス・ヘビー級王座を奪取、ジミー・スヌーカともタイトルを争った。
1978年1月28日にはカリフォルニア北部のサンフランシスコにおいて、ゴールドマンとのコンビでクルト・フォン・スタイガー&カール・フォン・スタイガーからサンフランシスコ版のNWA世界タッグ王座を奪取している。ゴリアス&ゴールドマンのタッグチームは、赤と黒を基調としたリングコスチュームからアメリカではレッド・デビルズ（The Red Devils）と呼ばれ、日本では「泥棒コンビ」の異名を付けられた。アンドレ・ザ・ジャイアントとも、2対1のハンディキャップ・マッチで度々対戦している。
1980年代もロサンゼルス地区を主戦場として、1982年7月2日にエイドリアン・ストリート&ティモシー・フラワーズからアメリカス・タッグ王座を奪取。「泥棒コンビ」での最後の戴冠を果たすが、同年末にハリウッド・レスリングは活動を停止。それに伴い、ゴールドマンとのタッグチームを解消してセミリタイア状態となる。
1983年にはWWFのロサンゼルスやサンディエゴにおける興行のアンダーカードに出場して、ロッキー・ジョンソン、パット・パターソン、ブライアン・ブレアーらと対戦。ゴールドマンとも約1年ぶりにタッグを組んだ。ゴールドマンとのコンビは1984年2月のヒューストンにおけるMSWAのイベントでも再々結成している。
引退後はアメリカの永住権を取得し、サンバーナーディーノにてレスリングスクールを開校。1995年までインディー団体の興行も手掛けていた。
2004年4月12日、当時の居住地だったネバダ州ラスベガスにおいて、心臓発作により69歳で死去。

### 日本での戦歴
1971年5月、ゴールドマンとの「泥棒コンビ」で日本プロレスの『ダイヤモンド・シリーズ』に初来日。6月17日に宮城県スポーツセンターにおいて、アントニオ猪木&吉村道明のアジアタッグ王座に挑戦した。再来日となる1972年8月開幕の『第2次サマー・ビッグ・シリーズ』にもゴールドマンと共に参戦。同シリーズにはブル・ラモスとクリス・マルコフも来日していたが、9月18日の山梨県甲西町大会の試合後、ラモス&ゴールドマンと共にマルコフを相手にリング外での乱闘事件を起こしている。マルコフの人種差別的な発言が原因だったとされる。この乱闘で、ゴリアスはマルコフの右耳を、マルコフはゴリアスの左手の親指を食いちぎったという。
1976年2月には、当時ロサンゼルス地区を外国人招聘ルートとしていた新日本プロレスの『ビッグ・ファイト・シリーズ』にゴールドマンと共に来日。3月4日に広島県立体育館において、坂口征二&ストロング小林の北米タッグ王座に挑戦した。翌1977年6月開幕の『アジア・チャンピオン・シリーズ』では揃ってマスクを被り、アジアン・テローズ（The Asian Terrors）なる覆面タッグチームとして参戦したが、6月29日の大阪大会における猪木&長州力との試合において猪木にマスクを剥がされ、以降は素顔のゴリアス&ゴールドマンとしてシリーズに出場した。
ロサンゼルスでは1978年4月8日、藤波辰巳のWWWFジュニアヘビー級王座に挑戦。29分を超える熱戦を展開したが、その後の来日は実現しなかった。

## 得意技
- メキシカン・ストレッチ[2]
- キャメルクラッチ[2]

## 獲得タイトル
EMLL
- ナショナル・ヘビー級王座：1回[5]

NWAハリウッド・レスリング
- NWA "ビート・ザ・チャンプ" TV王座：2回[6]
- NWAアメリカス・タッグ王座 : 19回（w / ブラック・ゴールドマン×18、キンジ渋谷）[8]

NWAウエスタン・ステーツ・スポーツ
- NWAウエスタン・ステーツ・タッグ王座：1回（w / ブラック・ゴールドマン）[9]

NWAビッグタイム・レスリング
- NWAテキサス・ヘビー級王座：1回[13]
- NWAテキサス・タッグ王座：2回（w / ブラック・ゴールドマン、ビル・ホワイト）[10]

ジョージア・チャンピオンシップ・レスリング
- NWAジョージア・タッグ王座：1回（w / ブラック・ゴールドマン）[11]

セントラル・ステーツ・レスリング
- NWA世界タッグ王座（セントラル・ステーツ版）：1回（w / ブラック・ゴールドマン）[12]

NWAサンフランシスコ
- NWA世界タッグ王座（サンフランシスコ版）：1回（w / ブラック・ゴールドマン）[14]